# Greg Raymer
Gregory Raymer, né le 25 juin 1964 à Minot (Dakota du Nord), est un joueur professionnel de poker. Il est connu pour sa victoire au Main Event des World Series of Poker 2004, et pour les lunettes qu'il porte durant certaines mains.

## Vie avant le poker
La famille de Greg Raymer déménagea plusieurs fois durant son enfance, de son lieu de naissance Minot (Dakota du Nord) à Clearwater (Floride), puis à Saint-Louis (Missouri). Après que Raymer a terminé ses études à la Parkway South High School de St. Louis, il s'est inscrit à l'Université du Missouri des Sciences et Technologies, où il s'est spécialisé en chimie. Il a terminé ses études à l'Université de Faculté de droit du Minnesota en 1992 et a pratiqué comme conseiller en propriété industrielle pendant plus d'une décennie. Cependant, il n'a pas travaillé plus longtemps comme avocat.

## Carrière de joueur de poker
Après avoir déménagé à Stonington (Connecticut) en 1999, Raymer a commencé à jouer au poker au Foxwoods Resort Casino tandis qu'il travaillait comme  conseiller en propriété industrielle pour le fabricant pharmaceutique Pfizer.
Raymer finit pour la première fois dans les joueurs payés en 2001 au 1500$ Omaha hi-lo split 8 or better aux World Series of Poker, tournoi gagné par Chris "Jesus" Ferguson.
Aux World Series of Poker 2004, Raymer a battu David Williams pour gagner les 5 000 000 $ promis au vainqueur du Main Event des WSOP. Dans la dernière main, la paire de 8 de Greg Raymer (8♠-8♦) a battu la main de Williams (A♥-4♠). Raymer a reçu le droit de participer à ce tournoi en gagnant un satellite sur PokerStars où 160$ suffisait pour s'inscrire, tout comme le vainqueur 2003, Chris Moneymaker. Greg Raymer est maintenant un représentant de PokerStars, tout comme Moneymaker et le vainqueur du Main Event des World Series of Poker 2005, Joe Hachem.
L'année suivante, Greg Raymer revient en tenant du titre et finit 25e (sur 5 619 participants) aux WSOP Main Event 2005, gagnant 304 680$. Aucun joueur depuis Johnny Chan a été aussi près de gagner deux fois de suites les WSOP, et sa performance a été décrite par ses pairs comme l'un des accomplissements les plus incroyables dans le poker, considérant le nombre de joueurs très élevé (depuis l'explosion du poker sur Internet) et croissant de joueurs dans le Main Event chaque année. L'avant dernier jour de compétition, Raymer avait (K♦-K♥) et avait piégé Aaron Kanter qui avait payé son tapis avec (Q♥-J♥). Bien qu'il soit largement favori avec le flop, Kanter touchait sa couleur en cœur et gagnait, alors que Raymer sortait du tournoi.
Raymer a fait des apparitions dans le Poker Superstars III mais il n'a pas été très loin dans le tournoi.
En mars 2006, Raymer a pris la deuxième place du premier tournoi sur PokerStars avec 1 000 000 de dollars garantis, gagnant 180 000$ parmi plus de 1500 joueurs inscrits au tournoi.
Le 17 septembre 2007, Greg Raymer a gagné le 320$ WCOOP Pot Limit Omaha avec Rebuys Event sur PokerStars, gagnant 168 362$.
En 2007, ses gains en tournoi s'élevaient à plus de 6 millions de dollars ($).

## Caractère et personnalité
Raymer est surnommé "Fossilman" parce qu'un de ses loisirs est de collectionner les fossiles. Il utilise un petit fossile pour protéger ses cartes lorsqu'il joue au poker. Plus tôt dans sa carrière de joueur de poker, il a vendu des fossiles aux autres joueurs de la table pour augmenter sa bankroll.
Raymer a annoncé qu'il était allergique à l'alcool durant une apparition à l'European Poker Tour.
Raymer a été arrêté le 15 mars 2013 pour une affaire de prostitution masculine,.